# Гальзенбах
Гальзенбах (нім. Halsenbach) — громада в Німеччині, розташована в землі Рейнланд-Пфальц. Входить до складу району Рейн-Гунсрюк. Складова частина об'єднання громад Еммельсгаузен.
Площа — 10,04 км2. Населення становить 1287 ос. (станом на 31 грудня 2020).